# 金炳喆
金炳喆（Byung-Chul Kim、1938年12月30日 - ）は、大韓民国の企業家である。 2016年5月13日に延世大学校博物館に新羅三層石塔と遺物1803点を寄贈し、その遺物が展示されている。号は降臨（江林）である。 

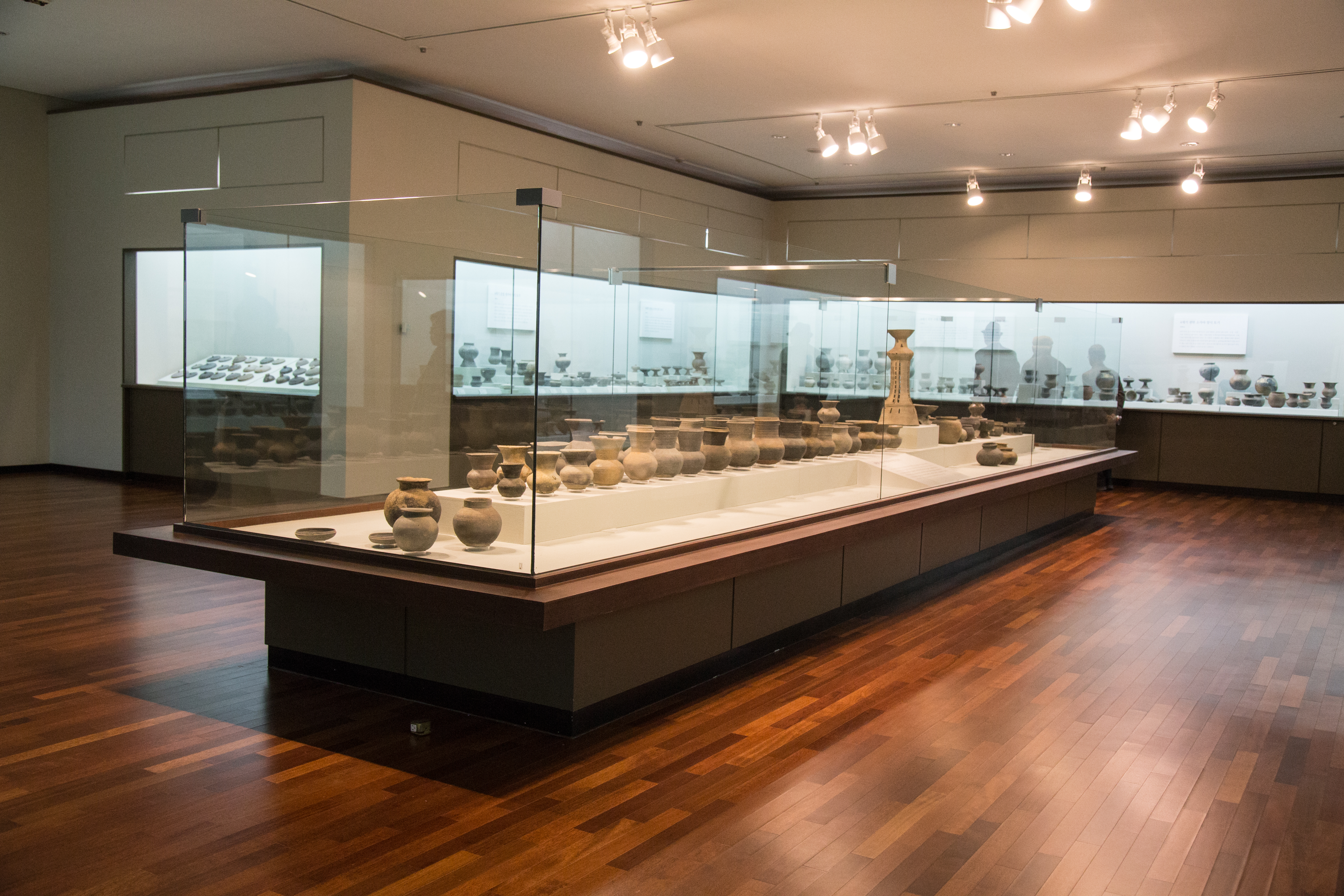
延世大学博物館

## 経歴
金炳喆は、キリスト教都市として有名な平安北道宣川郡で生まれた。幼い頃から聡明て大人から賞賛を受けて育った。 1963年延世大学校政治外学科を卒業し、米国ドレクセル大学（University of Drexel）でMBAとPDCを終えた後、国際大学と西経大学で教授をしている。株式会社の光学工業代表取締役と世紀の光学代表取締役を歴任し、現在純仕事企業、祐一企業、アイロン、およびスマートテックの社長である。ギェソン中学校時代修学旅行で新羅時代の遺物に感心して後の貴重な遺物を収集した。彼は韓国の経済発展の現場で大きな活動をして産業褒章、商工部長官表彰、大統領表彰、国務総理表彰、国防部長官表彰、そして錫塔産業勲章を受賞した

## 受賞歴
- 1973年 - 工業包装賞
- 1973年 - 商務大臣賞
- 1975年 - 大統領賞
- 1975年 - 防衛大臣賞
- 1976年 - 首相賞
- 1977年 - ストーンタワー産業サービスの功績
- 2016年 - プラウド延世賞（業績賞）

## 出版物
- 김병철동문기증：가야・신라토기（서울：연세대학교박물관、2016）